# Deux sur la balançoire (film)
Ne doit pas être confondu avec Deux sur la balançoire (pièce de théâtre).
Pour plus de détails, voir Fiche technique et Distribution.
Deux sur la balançoire (titre original : Two for the Seesaw) est un film américain réalisé par Robert Wise et sorti en 1962.

## Synopsis
L’avocat Jerry Ryan a tout quitté au Nebraska, profondément marqué par la demande de divorce de sa femme. À New York, où il erre sans but, il fait la connaissance de Gittel « Mosca », une petite danseuse qui gagne péniblement sa vie au Greenwich Village. Ils vont essayer de faire leur route ensemble, mais Jerry pense toujours à sa femme…

## Fiche technique
- Titre : Deux sur la balançoire
- Titre original : Two for the Seesaw
- Réalisation : Robert Wise, assisté de John Flynn (non crédité)
- Scénario : Isobel Lennart d'après la pièce de théâtre de William Gibson Two for the Seesaw
- Musique : André Previn
- Chanson : Second Chance, paroles de Dory Previn et musique d’André Previn
- Directeur de la photographie : Ted McCord
- Décors : Boris Leven
- Costumes : Bert Henrikson
- Montage : Stuart Gilmore
- Pays de production :  États-Unis
- Langue de tournage : anglais
- Tournage extérieur : Greenwich Village, Manhattan, Pont de Brooklyn à New York
- Producteur : Walter Mirisch
- Sociétés de production : Argyle Productions, Mirisch Corporation, Seesaw Productions, Seven Arts Productions, Talbot Productions Inc.
- Société de distribution : United Artists
- Format : noir et blanc — 2.35:1 Panavision — son monophonique (Westrex Recording System) — 35 mm
- Genre : comédie dramatique
- Durée : 119 min
- Date de sortie : 
  - États-Unis: 21 novembre 1962
- Affiche : Boris Grinsson (France)

## Distribution
- Robert Mitchum (VF : Roger Treville): Jerry Ryan
- Shirley MacLaine (VF : Nicole Riche): Gittel « Mosca » Moscawitz
- Edmon Ryan (VF : Serge Nadaud): Frank Taubman
- Elisabeth Fraser(VF : Paule Emanuele) : Sophie
- Eddie Firestone : Oscar
- Billy Gray : Monsieur Jacoby